# 우에무라 카나
우에무라 카나(植村 花菜, 1983년 1월 4일 ~)는 일본의 여성 싱어송라이터이다. 본명은 같으며, 애칭은 카나짱이다. 효고현 가와니시시에서 났다.
2005년 5월 싱글 〈다이세쓰나 히토〉로 킹 레코드를 통해 데뷔했다.
2010년 3월에 발매한 미니 음반의 수록곡 〈토이레노카미사마〉(トイレの神様)가 히트해, 같은 해 NHK 홍백가합전에 처음 출장했다. 다음 해인 2011년에는 이 노래를 원작으로 한 드라마 《화장실의 여신》이 방송됐다.